# Scaeva lagodechiensis
Scaeva lagodechiensis är en tvåvingeart som beskrevs av Kuznetzov 1985. Scaeva lagodechiensis ingår i släktet glasvingeblomflugor, och familjen blomflugor. Inga underarter finns listade i Catalogue of Life.